# Novîi Korohod, Borodeanka
Novîi Korohod (în ucraineană Новий Корогод) este o comună în raionul Borodeanka, regiunea Kiev, Ucraina, formată numai din satul de reședință.

## Demografie
Componența lingvistică a comunei Novîi Korohod
     Ucraineană (96,85%)
     Rusă (2,1%)
     Belarusă (1,05%)
Conform recensământului din 2001, majoritatea populației comunei Novîi Korohod era vorbitoare de ucraineană (96,85%), existând în minoritate și vorbitori de rusă (2,1%) și belarusă (1,05%).